# Patrick Depailler

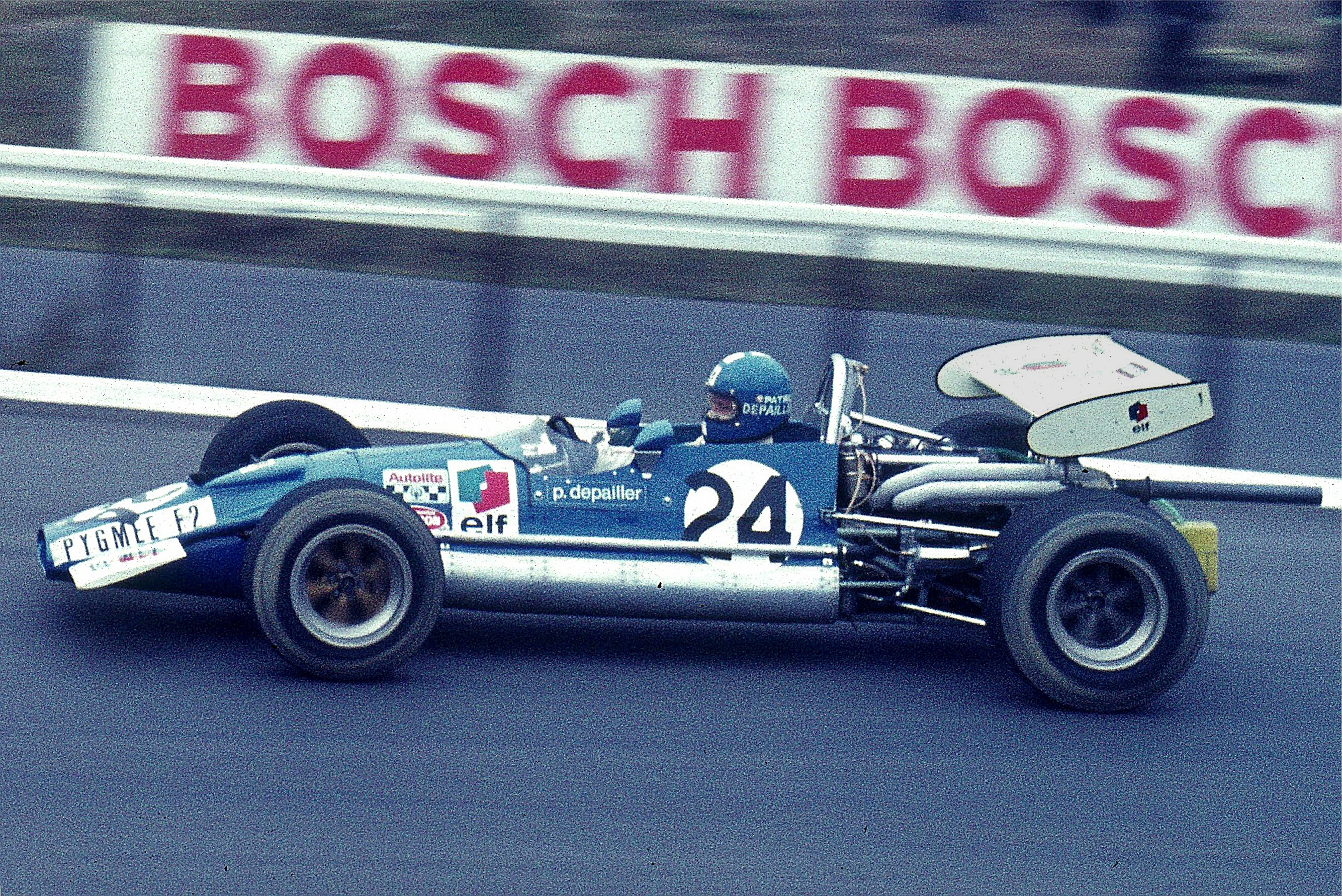
Depailler en Fórmula 2 en 1970.

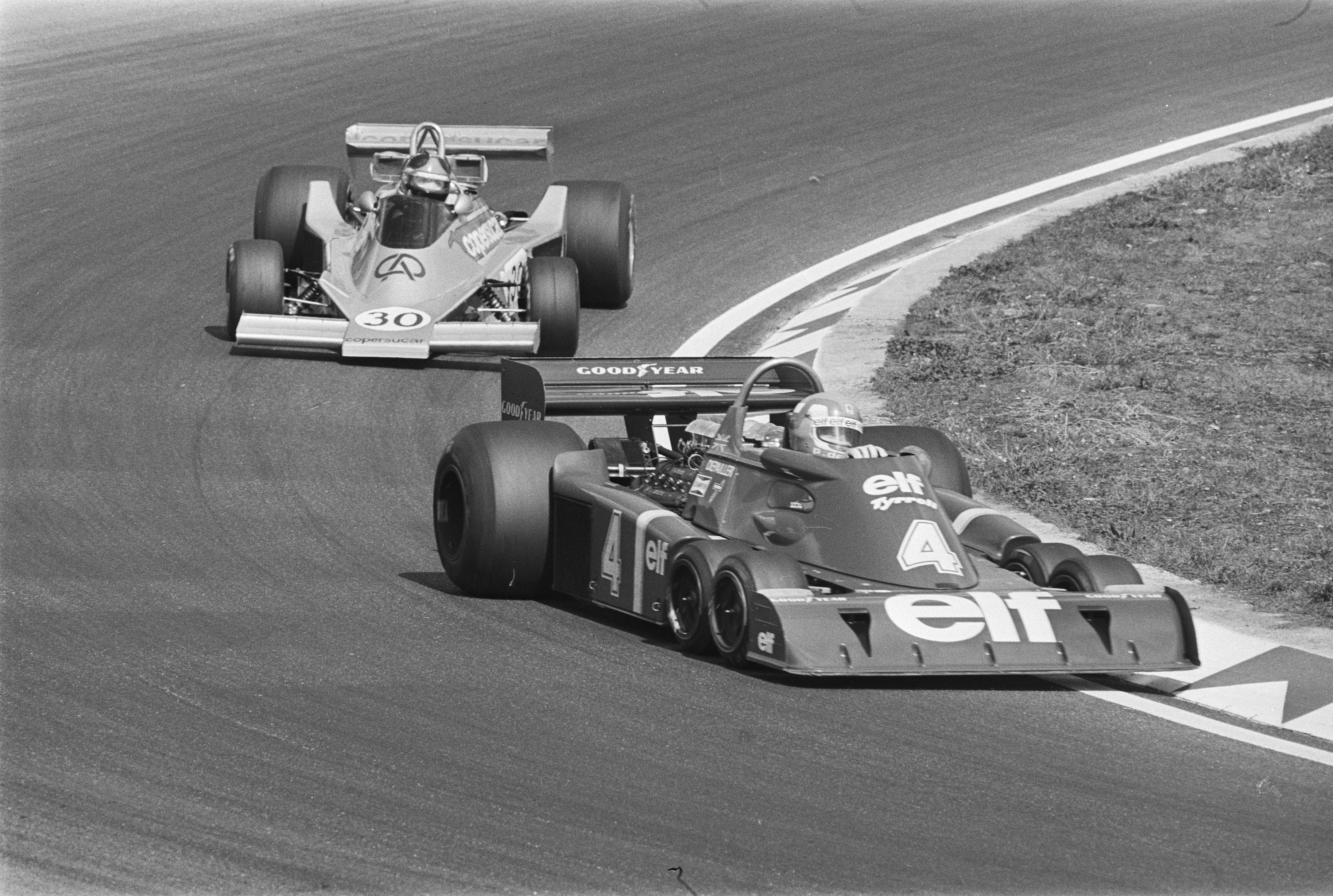
Depailler sobre un Tyrrell P34 en el Gran Premio de los Países Bajos de 1976.

Patrick Depailler (Clermont-Ferrand, Francia, 9 de agosto de 1944-Hockenheimring, 1 de agosto de 1980) fue un piloto francés de automovilismo.
En Fórmula 1 debutó en el equipo Tyrrell, también compitió con Ligier y Alfa Romeo. Consiguió un total de dos victorias, la primera en el Gran Premio de Mónaco de 1978 y la segunda en el Gran Premio de España de 1979, así como 19 podios, una pole position y cuatro vueltas rápidas.

## Carrera

### Fórmula 1
Debutó en la máxima categoría el 2 de julio de 1972, en el Circuit de Charade, con un coche del equipo Tyrrell Racing.
En 1974 volvió a la F1 luego de un accidente en motocross. Para la escudería fue un año de cambios ya que se utilizó los modelos 005, 006 y 007. A pesar de los abandonos con el 007 terminó el año positivamente, con 5 carreras en los puntos de 15 disputadas, terminando segundo el Gran Premio de Suecia.
En el 75' Patrick volvió a subir a un podio (en Sudáfrica) y terminó nuevamente en la novena posición general.
En el comienzo de la temporada 1976 fue bueno para el francés, que obtuvo dos podios en las primeras tres carreras, mientras Tyrrell continuaba utilizando el 007. A partir del GP de España compitieron con el P34 (conocido por tener seis ruedas), subiendo cinco veces más al podio, lo que le alcanzó para terminar 4° el campeonato.
Al año siguiente los resultados de Patrick y de la escudería británica decayeron, obteniendo solo tres podios y acabando 9° la temporada.
Ya en 1978 Tyrrell desarrollo el 008, con el cual Depailler subió al podio en cuatro de las cinco primeras carreras, ganando el Gran Premio de Mónaco. Pero en el resto de la temporada solo pudo puntuar en tres carreras, por lo que terminó el campeonato en la quinta posición.
La temporada de 1979 no fue un buen año para él y su equipo. Obtuvo su segunda victoria en la F1 en el Circuito del Jarama, España, pero no pudo continuar la temporada luego del GP de Mónaco, debido a un accidente en ala delta donde se fracturó las dos piernas.
Para 1980 firmó con Alfa Romeo, pero tan solo disputó 8 grandes premios, sin lograr terminan ninguno.

#### Muerte
El 1 de agosto de 1980, en los entrenamientos privados para el GP de Alemania, Patrick se estrelló, debido a una falta de adherencia, contra los rieles de protección del circuito, falleciendo debido a un traumatismo de cráneo.

## Resultados

### Fórmula 1
(Clave) (negrita indica pole position) (cursiva indica vuelta rápida)

| Año  | Escudería                | 1       | 2       | 3       | 4       | 5       | 6       | 7       | 8       | 9       | 10      | 11      | 12      | 13      | 14      | 15      | 16    | 17    | Pos. | Puntos  |
| ---- | ------------------------ | ------- | ------- | ------- | ------- | ------- | ------- | ------- | ------- | ------- | ------- | ------- | ------- | ------- | ------- | ------- | ----- | ----- | ---- | ------- |
| 1972 | Elf Team Tyrrell         | ARG     | RSA     | ESP     | MON     | BEL     | FRA NC  | GBR     | GER     | AUT     | ITA     | CAN     | USA 7   |         |         |         |       |       | NC   | 0       |
| 1974 | Elf Team Tyrrell         | ARG 6   | BRA 8   | RSA 4   | ESP 8   | BEL Ret | MON 9   | SWE 2   | NED 6   | FRA 8   | GBR Ret | GER Ret | AUT Ret | ITA 11  | CAN 5   | USA 6   |       |       | 9º   | 14      |
| 1975 | Elf Team Tyrrell         | ARG 5   | BRA Ret | RSA 3   | ESP Ret | MON 5   | BEL 4   | SWE 12  | NED 9   | FRA 6   | GBR 9   | GER 9   | AUT 11  | ITA 7   | USA Ret |         |       |       | 9º   | 12      |
| 1976 | Elf Team Tyrrell         | BRA 2   | RSA 9   | USW 3   | ESP Ret | BEL Ret | MON 3   | SWE 2   | FRA 2   | GBR Ret | GER Ret | AUT Ret | NED 7   | ITA 6   | CAN 2   | USA Ret | JPN 2 |       | 4º   | 39      |
| 1977 | Elf Team Tyrrell         | ARG Ret | BRA Ret | RSA 3   | USW 4   | ESP Ret | MON Ret | BEL 8   | SWE 4   | FRA Ret | GBR Ret | GER Ret | AUT 13  | NED Ret | ITA Ret | USA 14  | CAN 2 | JPN 3 | 9º   | 20      |
| 1978 | Elf Team Tyrrell         | ARG 3   | BRA Ret | RSA 2   | USW 3   | MON 1   | BEL Ret | ESP Ret | SWE Ret | FRA Ret | GBR 4   | GER Ret | AUT 2   | NED Ret | ITA 11  | USA Ret | CAN 5 |       | 5º   | 34      |
| 1979 | Ligier Gitanes           | ARG 4   | BRA 2   | RSA Ret | USW 5   | ESP 1   | BEL Ret | MON 5   | FRA     | GBR     | GER     | AUT     | NED     | ITA     | CAN     | USA     |       |       | 6º   | 20 (22) |
| 1980 | Marlboro Team Alfa Romeo | ARG Ret | BRA Ret | RSA NC  | USW Ret | BEL Ret | MON Ret | FRA Ret | GBR Ret | GER     | AUT     | NED     | ITA     | CAN     | USA     |         |       |       | NC   | 0       |